# Futbol flag

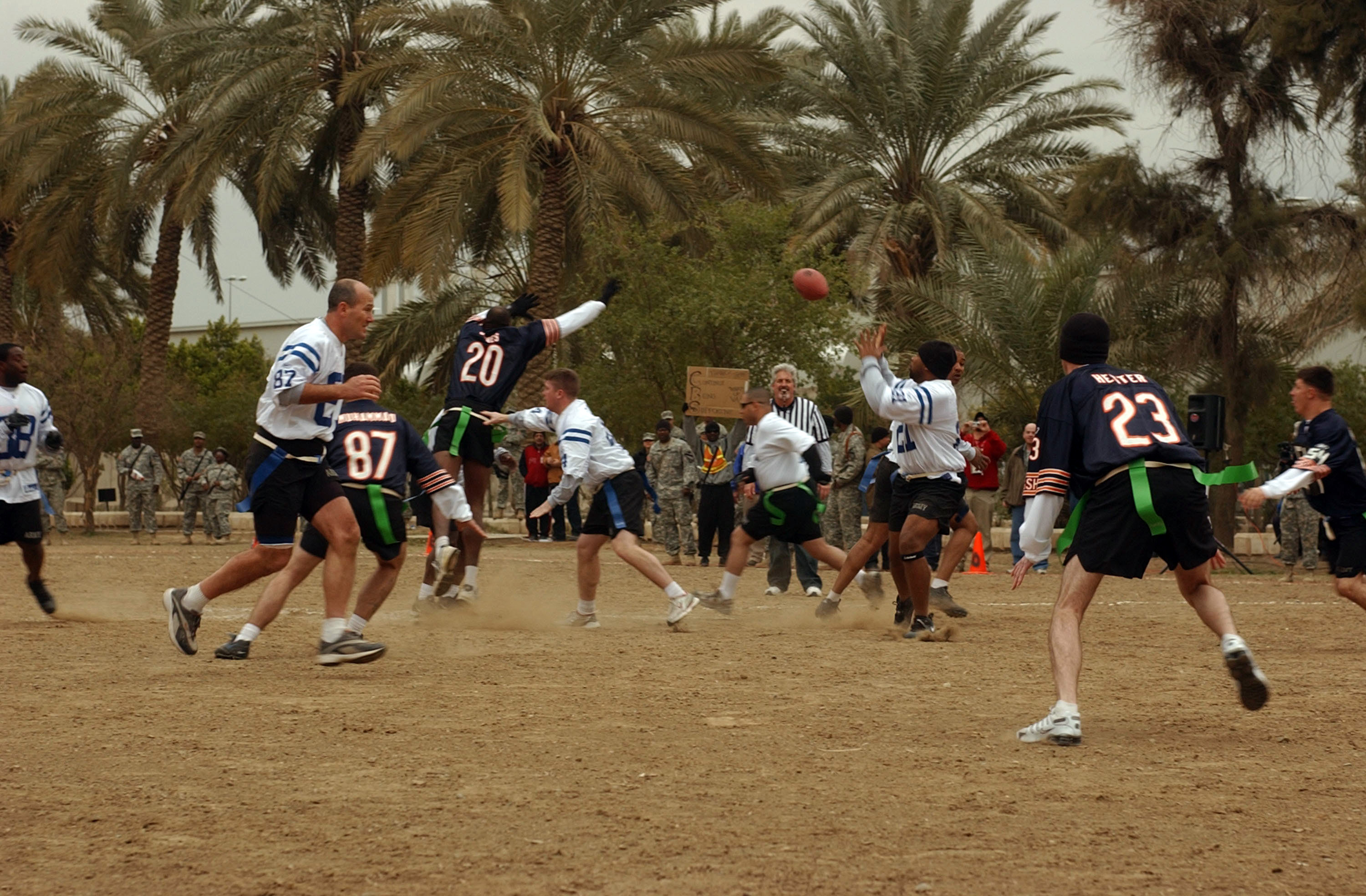
Exemple de futbol flag.

El futbol flag és una modalitat de futbol americà que es juga sense proteccions i sense placatges. En comptes de placar, el jugador ha d'arrencar un petit banderí o bandera a manera de cinturó que porta el rival. És una modalitat d'aprenentatge de futbol americà que evita lesions en no haver-hi amb prou feines contacte i que resulta molt barata de practicar, ja que no requereix equip protector.

## Reglament
El futbol flag és sense contacte, no s'hi permeten els blocatges ni els placatges.

### Indumentària
- Els tacs estan permesos. Les inspeccions s'han de fer abans de l'inici dels partits.
- Els uniformes oficials per a un torneig han de ser portats durant el joc.
- Les proteccions per al cos, així com mocadors o gorres al cap no haurien de ser permesos.

### Terreny de joc
- Longitud: 60 iardes. (54 metres)
- Ample: 30 iardes. (27 metres)
- End Zones: màxim 10 iardes de profunditat i mínim 7 iardes.
- Zones de "No cursa": han d'estar marcades a 5 iardes de cada End Zone.

### Possessió
- Un sorteig amb una moneda determina la primera possessió. El perdedor del sorteig té l'opció d'escollir la end zone a defensar.
- L'equip que perd el sorteig disposarà de la possessió de la pilota a l'inici de la segona part començant a atacar des de la seva pròpia iarda 5.
- No hi ha xuts. L'equip ofensiu pren la possessió de la pilota en la seva pròpia iarda 5 i té quatre downs (oportunitats) per travessar el mig del camp. Si ho aconsegueix disposarà de quatre downs per tractar de fer touchdown. Si l'atac falla en el seu propòsit, la possessió de la pilota canvia, i el nou equip atacant iniciarà la seva possessió des de la seva pròpia iarda 5. Un primer down automàtic per penalització deixarà sense efecte la resta de requeriments i l'atac disposarà de quatre nous downs passa passar de camp o anotar.
- Si l'equip d'atac falla en el seu intent de creuar el mig camp la possessió canvia i l'equip contrari comencés atacant des de la seva pròpia iarda 5.
- En tots els canvis de possessió (a excepció de les intercepcions) el nou equip atacant comença des de la seva pròpia iarda 5.
- Els equips canvien de End Zones després de transcórrer 20 minuts (la primera part).

### Composició de l'equip
- Els equips es componen de 6 jugadors, (5 al camp més 1 substitut). Aquesta regla pot canviar d'acord amb la reglamentació pròpia de cada torneig.
- Els equips poden seguir jugant amb un mínim de 4 jugadors (a causa de les lesions).
- Si hi ha menys de 4 jugadors disponibles, el partit serà suspès.

### Durada / pròrroga
- La durada d'un partit és de 40 minuts (dues parts de 20).
- En un partit on sigui necessari un guanyador, (eliminatòria, final, etc.) Es jugarà pròrroga. El temps entre el final del partit i l'inici de la pròrroga serà de 2 minuts. Un sorteig amb una moneda determinarà la primera possessió de la pròrroga. L'equip guanyador del sorteig començarà el seu atac des de la seva iarda 5, es jugarà fins que un dels dos anoti, moment en què es finalitzarà el partit. No hi ha temps morts a la pròrroga.
- Quan la pilota quedi a punt per jugar-se l'equip atacant disposa de 30 segons per realitzar el snap.
- Cada equip té 2 temps morts de 60 segons per part. Aquests no podran reservar -ni per a la següent part ni per a la pròrroga.
- Els temps morts els poden demanar o l'entrenador principal o un jugador que estigui en al camp.
- L'àrbitre pot aturar el rellotge si ho considera oportú.
- El rellotge s'aturarà perquè l'àrbitre avisi els dos equips que resten 2 minuts perquè s'acabi la segona part del partit.

### Anotacions
- Zona d'anotació: End Zones
- Touchdown: 6 punts.
- Punt Extra: 1 punt (jugat des de la iarda 5).
- Punt Extra: 2 punts (jugat des de la iarda 12).
- Safety: 2 punts.
- Nota:
  - Una intercepció retornada per TD sumés 6 punts i la possibilitat d'EP. Si no és TD, l'atac comencés on va ser aturat el jugador que va interceptar.
  - Una intercepció retornada fins a la end zone contrària en una jugada de punt extra que finalitzi amb l'anotació de l'equip de defensa sumarà 2 punts el marcador de la defensa i li donarà a aquest equip la possessió en la seva iarda 5 per a la següent jugada.

### Jugades de Carrera
- Per iniciar-se la jugada s'ha de realitzar el snap, en què la pilota ha de passar entre les cames del center.
- El center no pot rebre un handoff del quarterback immediatament després que hagi rebut el snap.
- El quarterback és el jugador que rep el snap del center.
- El quarterback no pot creuar la línia de scrimmage corrent amb la pilota.
- A la mateixa jugada d'atac es poden realitzar diversos handoffs per darrere de la línia de scrimmage, sempre que siguin cap enrere o bé lateralment. Si es realitza cap endavant serà considerat una passada (només una passada per jugada).
- Els passis cap enrere per darrere de la línia de scrimmage estan permesos i són jugada de carrera.
- Les "Zones de No Carrera" estan localitzades a 5 iardes de cada end zone. Quan la pilota està en o dins de la línia de la iarda 5 rival l'atac no pot realitzar jugades de carrera.
- El jugador que pren un handoff pot posteriorment passar la pilota sempre que estigui per darrere de la línia de scrimmage.
- Tots els jugadors de defensa podran entrar a pressionar en el moment que es produeixi un handoff o una passada cap enrere, i també quan un atac dels simuli en una jugada d'engany.
- El rodar sobre si mateix per part del jugador que porta la pilota per esquivar un contrari està permès, però no podrà ni saltar ni llançar-se a terra per evitar un contrari.
- La pilota serà situada per a la següent jugada on hi havia el peu del jugador que portava la pilota quan li van treure el flag (no on estigués la pilota).

### Jugades de Passada
- Tots el jugadors són elegibles per rebre una passada (inclòs el QB si anteriorment ha lliurat la pilota a un company per darrere de la línia de scrimmage).
- Com a la NFL, un jugador pot estar en motion (moviment), però no en direcció a la end zone en el moment del snap.
- Un jugador ha de tenir almenys un peu dins dels límits del camp quan rebi una passada perquè sigui complet.
- Només els jugadors de la defensa que estiguin a 7 iardes o més en el moment de l'snap, podran entrar a pressionar el passador.
- El QB disposa de 7 segons per passar la pilota. Si la passada no s'ha realitzat després dels 7 segons la jugada finalitza. L'atac perd el down i torna a iniciar la jugada des al mateix punt que l'anterior. En el moment que es rep un handoff o una passada cap enrere o bé se simuli en una jugada d'engany, la regla deixa de tenir efecte.
- Només es permet un passi cap endavant per down.
- Les intercepcions canvien l'equip que té la possessió de la pilota.
- Les intercepcions poden ser retornades per la defensa.
- Quan es intercepti una pilota a la pròpia end zone la jugada finalitza i l'equip que ha recuperat la pilota iniciés el seu atac en la seva iarda 5. però si el jugador que interceptar corregués i sortís de la seva end zona llavors la següent jugada començaria en el punt fins al qual aquest jugador hagués avançat. De totes maneres si el jugador que abandona el seu end zona després d'interceptar tornés a entrar i allà li traurà a flag suposaria un safety per a l'altre equip que a més recuperaria la possessió de la pilota.

### Pilota morta
- Les substitucions només es poden realitzar a pilota morta.
- La pilota es considera morta quan:
  - 1. Un àrbitre fa sonar el xiulet.
  - 2.Al portador de la pilota se li treu el flag o comet una il·legalitat.
  - 3. Es produeix una anotació.
  - 4.Quan qualsevol part del cos del portador de la pilota, que no siguin mans o peus, toquen el terra.
  - 5.Si un flag del portador de la pilota cau, la jugada serà parada pel xiulet de l'àrbitre, la pilota serà declarada morta i la següent jugada s'iniciarà on li va caure el flag.
  - 6. Els jugadors són inelegibles per agafar una passada si algun dels seus flags va caure.
  - 7.No es poden recuperar fumbles. La següent jugada s'iniciarà on va caure la pilota.

### Pressió al Quarterback
Tots el jugadors que pressionin al passador han d'estar com a mínim a 7 iardes de la línia de scrimmage en el moment del snap. No hi ha nombre màxim de jugadors que puguin pressionar el QB. Els jugadors que no pressionin l'QB poden estar defensant en la línia de scrimmage. Una vegada que la pilota és lliurada en handoff o en una passada cap enrere, o bé se simula una d'aquestes accions en una jugada d'engany, la regla de les 7 iardes es queda sense efecte i tots els defensors poden creuar la línia de scrimmage. Una marca espècia, o bé un àrbitre indicarà la distància de 7 iardes l'inici de cada jugada.

### Conducta antiesportiva - contacte il·legal
- Si el tutor de joc observa qualsevol acció on hi hagi contacte flagrant, placar, donar un cop de colze, empentes, bloquejos o qualsevol conducta antiesportiva s'aturarà el joc i el jugador serà expulsat del torneig. No es tolera el joc brut.
- Les provocacions, insults, paraules malsonants o burla cap als àrbitres, rivals, equips o espectadors no estan permesos. Els àrbitres, determinaran quan això passa. Si això passa a l'àrbitre donarà un avís al jugador. Si continués, el jugador o jugadors seran expulsats del partit.

### Penalitzacions
- Totes les faltes comptaran 5 iardes endarrerits de penalització. el'down serà repetit (excepte excepcions) i les 5 iardes es comptaran des de la línia de scrimmage.
- Totes les faltes podran ser declinades per l'equip rival.
- Les penalitzacions mai excediran de la meitat de la distància des de la línia de scrimmage fins a la end zone rival.
- L'àrbitre serà qui determini si un contacte s'ha produït en un llançament normal del joc amb el que no serà considerat falta. Totes les faltes seran aplicades des de la línia de scrimmage.
- Només el capità de l'equip podrà preguntar a l'àrbitre sobre l'aplicació del reglament.
- Un partit no pot finalitzar amb una falta de la defensa a excepció que l'atac la decline (es jugaria una altra jugada encara amb el rellotge esgotat).
- Les faltes després d'una intercepció s'aplicaran des del punt de la intercepció.

### Faltes en defensa
- Fora de joc.
- Substitució il·legal (un jugador entra al camp després que la pilota estigui a punt per jugar-se, enganyant al contrari o 6 jugadors al camp.
- Senyals per despistar (qualsevol senyal que pugui distreure el contrari o simular senyals de l'atac abans de l'inici de la jugada)
- Interferir un rival o tocar la pilota abans de l'snap.
- Pressió il·legal (pressionar el passador no estant a 7 iardes o més de la línia de scrimmage).
- Interferència en la passada (implica primer down automàtic per l'atac).
- Contacte il·legal (també implica primer down automàtic per l'guhktac). Agafar, bloquejar, placar, etc.
- Llençar il·legalment l'flag (primer down automàtic) Llevar-li el flag a un jugador abans que aquest hagi rebut la pilota.
- Interferència de blitz(interferir el recorregut de la persona que té la mà aixecada la qual es diu blitz i ha de treure el flag al quaterback)

### Faltes en atac
- Amagar el flag o impedir amb la mà el rival que t'ho tregui.
- Retard del joc (trigar més de 30 segons a iniciar la jugada).
- Substitució il·legal.
- Agafar un rival.
- Motion il·legal. Més d'un jugador en moviment abans del snap, o un jugador en moviment cap a la end zone rival.
- Sortida en fals.
- Snap il·legal.
- Recol·locació il·legal (un o diversos jugadors canvien de posició abans de l'inici de la jugada i no estan en la seva nova ubicació com a mínim un segon aturats abans de l'snap).
- Tirar-se a terra i fer la tortuga.
- Jugador fora de límits. (si un jugador surt dels límits del camp no pot tornar a entrar per rebre una pilota).
- Passi il·legal cap endavant (perduda de Down). Es produeix més d'un passi cap endavant en la jugada o es fa un cop travessada la línia de scrimmage.
- Interferència en la passada de l'atac. (pèrdua de down). Empènyer, bloquejar o destorbar el defensor.
- Carrera a "Zona de No carrera" (perduda de Down i següent jugada des d'on es va iniciar l'anterior.

### Sistema de desempat en un torneig
1. Resultats en els partits dels equips empatats.
2. Diferència total de punts a favor i en contra.
3. Jugar un període extra.